# Reichenbach (Aalen)

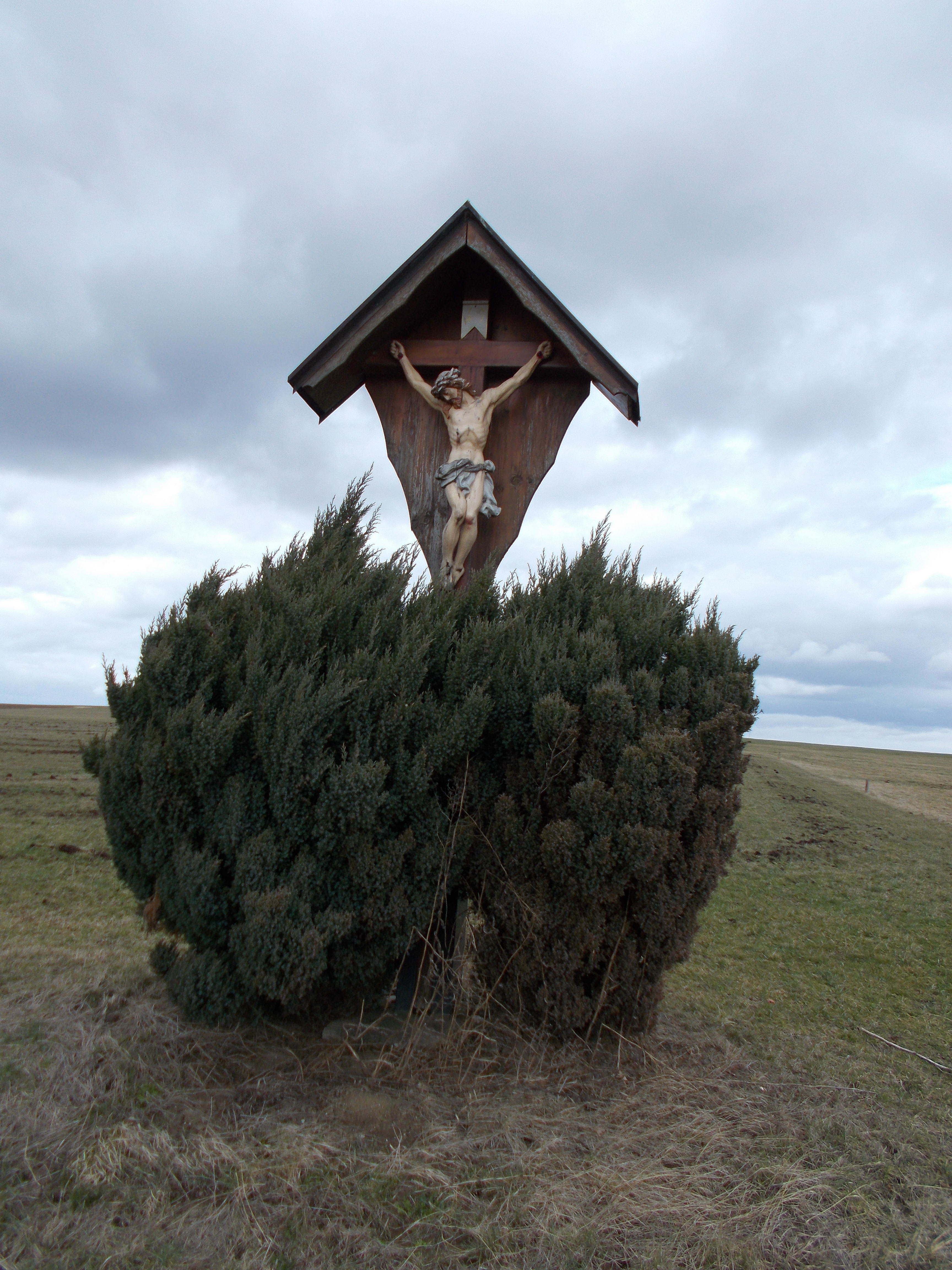
Holzkreuz

Reichenbach ist ein Ortsteil im Aalener Stadtbezirk Dewangen im Ostalbkreis im Osten Baden-Württembergs.

## Geographische Lage
Reichenbach liegt etwa 3 km südwestlich der Dorfmitte von Dewangen und fast 8 km westnordwestlich der Stadtmitte vom Aalen eben jenseits des Wellandes am Rande der Liasplatten über Rems und Lein. Es steht in der oberen Talrinne des westnordwestwärts und von rechts zur Lein laufenden Reichenbacher Laubachs.

## Beschreibung
Reichenbach ist ein von einem Weichbild aus Obstwiesen an den Talhängen umschlossener Weiler mit ca. 100 Einwohnern. Über der Talmulde liegt eine recht flache Flur aus zumeist Grünland. Von Ostnordost nach Westsüdwest umgibt den Ort in weitem Bogen ein Drittelsring aus Streusiedlungshöfen.
Das ehemalige Schulhaus Reichenbachs, das von 1980 bis 2005 auch als Kindergarten genutzt wurde, ist heute Gemeindehaus. Zu Reichenbach gehört auch die etwas vor dem nordöstlichen Ortsrand stehende St.-Ottmars-Kapelle.
Vereine im Ort sind der Liederkranz Reichenbach 1922 e. V. und der MSC Reichenbach.

## Geschichte
Die erste Erwähnung in einer schriftlichen Quelle stammt aus dem Jahr 1331: „der halbe zehendt zue Reichenbach“.
Im Mittelalter waren die meisten Güter in Reichenbach Lehen von Ellwangen.
Nachdem Reichenbach von der Reichsstadt Schwäbisch Gmünd 1802 an Württemberg gelangt war, wurde es mit der Schultheißerei Dewangen dem Oberamt Aalen zugeschlagen und zählte laut Adressbuch auf das Jahr 1803 218 Einwohner.

## Verkehr
In der Talmulde des Laubachs führt die K 3240 von der L 1080 Dewangen–Essingen im Osten zum Mündungsort Laubach in der Nachbargemeinde Abtsgmünd. Sie wird im spitzen Winkel in der Mitte des Orts von der K 3239 Dewangen–Heuchlingen gekreuzt. Straßen minderer Bedeutung erschließen die nahen Höfe vom Ostnordosten bis zum Südwesten.